# Mộc Lộc đại vương
Mộc Lộc đại vương (chữ Hán:木鹿大王, bính âm: Mulu dawang) là nhân vật hư cấu trong bộ tiểu thuyết Tam Quốc diễn nghĩa của nhà văn La Quán Trung, trong tiểu thuyết này, Mộc Lộc là đại vương và chúa của động Bát Nạp (chữ Hán:八納洞; bính âm: Bana), một động ở mé tây nam nơi Mạnh Hoạch cư ngụ, Mộc Lộc có tài cao tay phù phép, thường hay cưỡi voi, biết phép hô gió gọi mưa, hổ, báo, sói, lợn lòi, rắn dữ, rết độc thường đi theo, thủ hạ lại có ba vạn thần binh, rất là khỏe mạnh. Mộc Lộc là đồng minh của Mạnh Hoạch trong cuộc chiến chống lại Thục Hán do Gia Cát Lượng cầm đầu vào vùng Nam Trung. Quân đội của ông với nhiều thú dữ như voi, hổ, báo đã gây khiếp đảm cho quân Thục. Sau đó bị Gia Cát Lượng dùng xe phun lửa đánh tan đám thú, Mộc Lộc đại vương chết trong đám loạn quân.

## Tham chiến và tử trận
Mộc Lộc được miêu tả là lưng đeo hai thanh gươm báu, tay cầm chuông con, cưỡi voi trắng, mình khoác mang to tết vàng và hạt châu, lưng đeo hai mũi đại đao, dẫn một toán quân và các giống hùm beo tiến quân về giúp Mạnh Hoạch. Mộc Lộc dẫn quân sĩ và những giống mãnh thú ra trận. Triệu Vân, Ngụy Diên đem quân dàn thành thế trận và nhìn thấy tinh kỳ, khí giới của quân Man đều khác cách cả. Quân sĩ nhiều người không mặc áo sống, trần truồng như nhộng, mặt mũi đen sì, mình đeo bốn con dao nhọn. Trong quân không đánh trống, chỉ rung chuông làm hiệu.
Mộc Lộc lẩm nhẩm trong mồm, niệm chú mấy câu, tay rung quả chuông. Bỗng dưng gió thổi đùng đùng, sỏi đá bay rào rào như mưa to. Lại nghe thấy rúc một tiếng còi, rồi hổ, báo, sói, gấu, lợn lòi, rắn rết to như cột, lướt theo gió ùa đến, con thì nhe nanh, con thì múa vuốt, tràn sang trận Thục. Quân Thục khiếp sợ, chưa đánh đã vỡ, xô nhau chạy toán loạn. Quân Man đuổi đánh đến giáp đường Tam Giang mới rút về.
Hôm sau, Gia Cát Lượng đích thân ra trận, Mộc Lộc tiếp tục sử dụng chiến thuật cũ, mồm niệm thần chú, tay rung chuông. Một lát, gió to ào ào nổi lên, các giống mãnh thú xông đến. Khổng Minh cho các thú gỗ trong trận Thục bấy giờ mới ùa sang. Những giống thú ấy bên trận Man, thấy các giống lớn bên Thục miệng lè ra lửa, mũi thở ra khói, trên mình chuông kêu leng keng, giơ nanh múa vuốt, nên không dám đến gần, cong đuôi chạy trở về, giày xéo quân Man, chết hại rất nhiều. Khổng Minh thúc quân ùa vào, trống, tù và vang lừng, đuổi đánh rát. Mộc Lộc chết trong đám loạn quân.